# Rúben Tiago Rodrigues Ribeiro
Rúben Tiago Rodrigues Ribeiro (Porto, 1º agosto 1987) è un calciatore portoghese, centrocampista svincolato.

## Caratteristiche tecniche
È un esterno sinistro.

## Carriera

### Club
Cresciuto nelle giovanili del Leixões, ha esordito il 23 dicembre 2006 in un match vinto 2-1 contro il Gil Vicente.

## Statistiche

### Presenze e reti nei club
Statistiche aggiornate al 7 luglio 2017.
| Stagione              | Squadra               | Campionato            | Campionato | Campionato | Coppe nazionali | Coppe nazionali | Coppe nazionali | Coppe continentali | Coppe continentali | Coppe continentali | Altre coppe | Altre coppe | Altre coppe | Totale | Totale | Totale |
| Stagione              | Squadra               | Comp                  | Pres       | Reti       | Comp            | Pres            | Reti            | Comp               | Pres               | Reti               | Comp        | Pres        | Reti        | Pres   | Reti   |        |
| --------------------- | --------------------- | --------------------- | ---------- | ---------- | --------------- | --------------- | --------------- | ------------------ | ------------------ | ------------------ | ----------- | ----------- | ----------- | ------ | ------ | ------ |
| 2006-2007             | Leixões               | SL                    | 2          | 0          | TP              | 1               | 0               |                    | -                  | -                  |             | -           | -           | 3      | 0      |        |
| 2007-2008             | Leixões               | PL                    | 1          | 0          | TP+TL           | 0+1             | 0               |                    | -                  | -                  |             | -           | -           | 2      | 0      |        |
| 2008-2009             | Leixões               | PL                    | 10         | 0          | TP+TL           | 0               | 0               |                    | -                  | -                  |             | -           | -           | 10     | 0      |        |
| 2009-2010             | Leixões               | PL                    | 9          | 0          | TP+TL           | 2+0             | 0               |                    | -                  | -                  |             | -           | -           | 11     | 0      |        |
| 2010-2011             | Leixões               | SL                    | 15         | 1          | TP+TL           | 3+2             | 0               |                    | -                  | -                  |             | -           | -           | 20     | 1      |        |
| Totale Leixoes        | Totale Leixoes        | Totale Leixoes        | 37         | 1          |                 | 9               | 0               |                    | -                  | -                  |             | -           | -           | 46     | 1      |        |
| 2011-2012             | Penafiel              | SL                    | 21         | 0          | TP+TL           | 3+8             | 2+0             |                    | -                  | -                  |             | -           | -           | 32     | 2      |        |
| 2012-2013             | Beira-Mar             | PL                    | 24         | 6          | TP+TL           | 1+4             | 0+2             |                    | -                  | -                  |             | -           | -           | 29     | 8      |        |
| 2013-gen. 2014        | Paços Ferreira        | PL                    | 8          | 1          | TP+TL           | 1+0             | 0               | UEL                | 5                  | 0                  |             | -           | -           | 14     | 1      |        |
| gen.-giu. 2014        | Rio Ave               | PL                    | 8          | 1          | TP+TL           | 3+3             | 1+0             |                    | -                  | -                  |             | -           | -           | 14     | 2      |        |
| 2014-gen. 2015        | Paços Ferreira        | PL                    | 3          | 0          | TP+TL           | 0+2             | 0               |                    | -                  | -                  |             | -           | -           | 5      | 0      |        |
| gen.-giu. 2015        | Gil Vicente           | PL                    | 17         | 2          | TP+TL           | 0               | 0               |                    | -                  | -                  |             | -           | -           | 17     | 2      |        |
| 2015-gen. 2016        | Paços Ferreira        | PL                    | 0          | 0          | TP+TL           | 0               | 0               |                    | -                  | -                  |             | -           | -           | 0      | 0      |        |
| Totale Paços Ferreira | Totale Paços Ferreira | Totale Paços Ferreira | 11         | 1          |                 | 3               | 0               |                    | 5                  | 0                  |             | -           | -           | 19     | 1      |        |
| gen.-giu. 2016        | Boavista              | PL                    | 17         | 0          | TP+TL           | 1+0             | 0               |                    | -                  | -                  |             | -           | -           | 18     | 0      |        |
| 2016-2017             | Rio Ave               | PL                    | 31         | 0          | TP+TL           | 0+3             | 0               | UEL                | 2                  | 1                  |             | -           | -           | 36     | 1      |        |
| Totale Rio Ave        | Totale Rio Ave        | Totale Rio Ave        | 39         | 1          |                 | 9               | 1               |                    | 2                  | 0                  |             | -           | -           | 50     | 2      |        |
| Totale carriera       | Totale carriera       | Totale carriera       | 166        | 11         |                 | 38              | 5               |                    | 7                  | 1                  |             | -           | -           | 211    | 17     |        |

## Palmarès

### Club

#### Competizioni nazionali
- Segunda Liga: 1

Leixões: 2006-2007
- Coppa di Lega portoghese: 1

Sporting Lisbona: 2017-2018